# Pan & scan
Pan & scan – technika polegająca na dopasowaniu obrazu panoramicznego (np. w proporcjach 16:9) na ekranie o innych proporcjach (np. 4:3) poprzez obcinanie bocznych fragmentów obrazu. Najczęściej pozostawiany jest fragment centralny, jednak czasami stosuje się ustawienie, który dokładnie fragment pozostawić w każdej scenie, a czasami również fragment porusza się w celu dopasowania dynamicznego kadrowania. Najczęściej stosuje się tę technikę przy przenoszeniu materiału przystosowanego do wyświetlania w kinie do emisji w telewizji.
Szeroko stosowana w Stanach Zjednoczonych, gdzie standard wyświetlania telewizji NTSC posiada małą rozdzielczość poziomą, rzadziej stosowana w europejskim standardzie PAL. Wzrost popularności szerokich ekranów komputerowych i telewizyjnych powoduje, że technika jest coraz rzadziej stosowana. Wielu reżyserów zabrania używania tej techniki wobec ich filmów, ponieważ poprzez usunięcie części obrazu zmienia to przekaz autora.

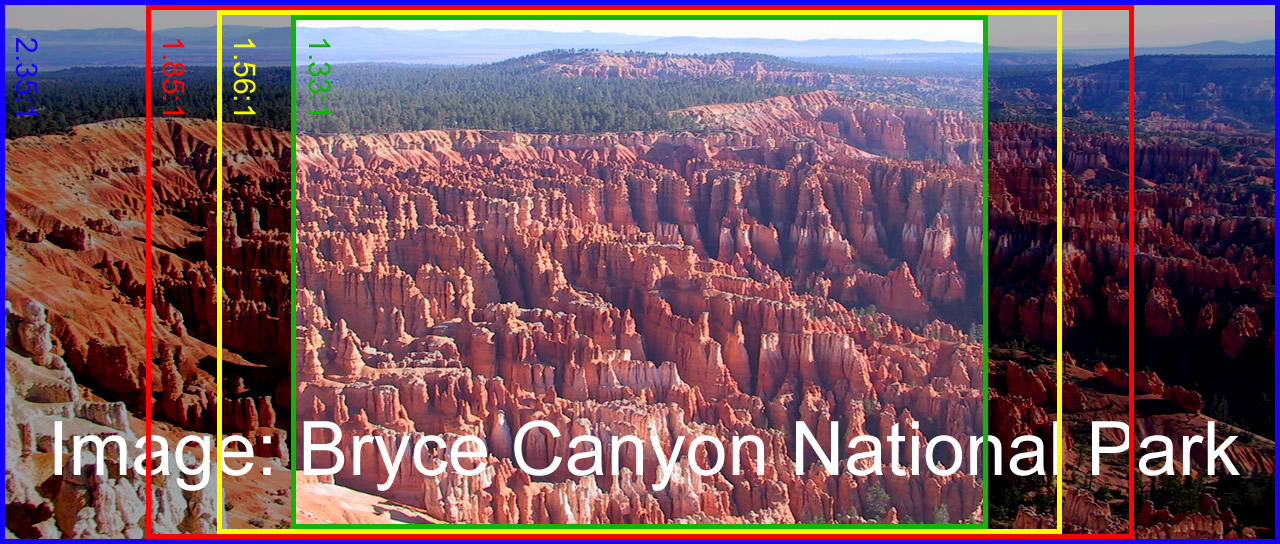
Przykład zastosowania technik Pan & scan do obrazu o proporcjach 1.33x1. Prawie połowa obrazu została wycięta

Inną techniką jest letterbox.